# Tubulipora brasiliensis
Tubulipora brasiliensis är en mossdjursart som beskrevs av Buge 1979. Tubulipora brasiliensis ingår i släktet Tubulipora och familjen Tubuliporidae. Inga underarter finns listade i Catalogue of Life.